# Žarko Dragojević
Žarko Dragojević (Prokuplje, 5. maj 1954) srpski je filmski reditelj, scenarista, esejista, teoretičar i filmski pedagog.

## Biografija
Osnovnu školu i gimnaziju završio je u Kuršumliji. Diplomirao na Fakultetu dramskih umetnosti u Beogradu na odseku filmske i televizijske režije 1978. godine, u klasi profesora Radoša Novakovića.
Radio je za filmske kuće: Avala film, Beograd, Dunav film, Beograd, Zastava film, Beograd, Sinema dizajn, Beograd, Vitagraf, Beograd.
Radeći za Televiziju Beograd, režirao je više od stotinu filmova (emisija) različitog žanra, najviše iz oblasti umetnosti i kulture: serijali: „Podijum” (10 studijskih emisija, zabavni program), „Život teče bulevarom” (6 studijskih emisija, zabavno-igrani program) „Čik pogodi” (dečji program 15 emisija na filmskoj traci 16mm), „Svedoci vekova” (25 emisija na filmskoj traci 16mm), „Međutim” (18 emisija na filmskoj traci 16mm), „Ljudi govore” (5 emisija na filmskoj traci 16mm), „Ostavština za budućnost” (3 emisije na filmskoj traci 16mm), „Osam vekova Hilandara” (11 epizoda, video), „Vek srpskog filma” (9 epizoda, video)... i drugih.
U oblasti teorijskog stvaralaštva autor je tri knjige eseja i teorijskih studija o filmu: 
- „Kraj filma”, Beograd, 1998.
- „Stare i nove pokretne slike”, Beograd, 2012.
- „Kosovo i Metohija u srpskom filmu – između istorije događaja i kinematografske fikcije”,[1] Beograd, 2021.

U periodu od 1994-2005. radio na mestu urednika u Obrazovno-naučnom-programu Televizije Beograd. Bio je honorarni profesor filmske režije u Filmskoj školi „Dunav film” u Beogradu (1997—2007), Fakultetu dramskih umetnosti u Beogradu (2002—2004), Akademiji umetnosti u Beogradu (2006-2009. godine). Direktor filmskog časopisa Novi Filmograf (2006—2010), i urednik izdavačke delatnosti Udruženja filmskih umetnika Srbije. Dobitnik je društvenih priznanja: Zlatni Beočug Grada Beograda – za trajni doprinos kulturi Grada Beograda (2010), Plakete Jugoslovenske kinoteke – za trajni doprinos kinematografiji (2016), Povelje Udruženja filmskih umetnika Srbije – za knjigu teorijskih radova o filmu „Stare i nove  pokretne slike” (2012).

## Dela
Napisao scenarije i režirao dugometražne igrane filmove 
- „Kuća pored pruge”,[2] 1988. (nagrađen Zlatnim arenama za scenario i režiju na Festivalu jugoslovenskog igranog filma u Puli – SFRJ), nagrada lista Mladost - za najbolji film mladog reditelja, kao i drugim priznanjima;
- „Noć u kući moje majke”,[3] 1991.

Autor je i više srednjemetražnih i kratkometražnih filmova:
- „U potrazi za idealnom slikom”, 1979, kratki igrani film(nagrađen Srebrnom medaljom na Festivalu kratkog metra u Beogradu),
- „Krug”, 1981, dokumentarni (priznanje Saveza slepih na Festivalu kratkog metra u Krakovu, Poljska),
- „Bajce”, 1983, kratki igrani (nagrada glumcu naturščiku na Festivalu kratkog metra u Beogradu),
- „Ovidije iz Graba”, 1984, srednjemetražni (nagrada “Arman Lanu” na Međunarodnom televizijskom festivalu u Monte Karlu, Monako),
- „Kamičak ljubavi”, 1985, dokumentarni,
- „Srce u glibu”, dokumentarni, 1986,
- „Čovek među ljudima”, dokumentarni, 1987,
- „Beograd pamti”, arhivski, 2003,
- „U požaru stoleća”, arhivski, 2009,
- „Srpski patrijarh Pavle”, biografski, 2009,
- „Na granici – triptih o biti i imati” , dugometražni dokumentarni, 2010;